# Internationale Hegel-Vereinigung
La Internationale Hegel-Vereinigung (Associazione Internazionale per lo Studio e la Promozione della Filosofia di Hegel) è un'organizzazione senza scopo di lucro fondata nel 1962 a Heidelberg da Hans-Georg Gadamer. Il suo fine è la promozione dello studio dell'opera di G.W.F. Hegel. L'associazione ha sede presso il seminario di filosofia dell'Università di Heidelberg e dal marzo 2007 è presieduta da Axel Honneth. Attualmente è composta da circa 250 membri.
Ogni sei anni la Hegel-Vereinigung promuove un congresso internazionale nella città di Stoccarda che vede la partecipazione di studiosi internazionali. Le sue pubblicazioni uscivano come supplemento alla rivista Hegel-Studien, dello Hegel-Archiv, a partire dal 1980 sono invece curate dall'editore Klett-Cotta. In collaborazione con la città di Stoccarda l'associazione assegna ogni tre anni il Premio Hegel.